# Aethiothemis erythromelas
Aethiothemis erythromelas е вид водно конче от семейство Libellulidae. Видът не е застрашен от изчезване.

## Разпространение
Разпространен е в Демократична република Конго.